# Daniel Olivares
Daniel A. Olivares (* 2. Juli 1940) ist ein ehemaliger philippinischer Radrennfahrer.

## Sportliche Laufbahn
Olivares war im Straßenradsport aktiv. Er war Teilnehmer der Olympischen Sommerspiele 1964 in Tokio. Im olympischen Straßenrennen kam er auf den 97. Rang. Im Mannschaftszeitfahren kam der Vierer der Philippinen mit Norberto Arceo, Daniel Olivares, Cornelio Padilla und Arturo Romeo auf den 29. Rang.